# Idioma kamba
El kamba o kikamba es una lengua bantú nororiental hablada por el pueblo kamba de Kenia. También se cree que también es hablado por algunas personas bantú en Tanzania (Thaisu o Tagiicu).
El idioma Kamba tiene similitudes léxicas a otras lenguas bantúes como Kikuyu, Meru y Embu, junto con las que forma el subgrupo meridional del Gikuyu-Kamba, también llamado Thagiicu meridional.
En Kenia, el Kamba se habla en cuatro regiones principales de la tierra de Kamba. Estas regiones son de Machakos, Kitui, Makueni y Mwingi. La variedad de los Machakos se considera la variedad estándar de todos los dialectos y se ha utilizado en la traducción de la Biblia.